# Prémétro d'Anvers
Le pré-métro d'Anvers (en néerlandais Antwerpse premetro) est un réseau de tunnels desservi par le tramway d'Anvers. Un pré-métro est un réseau de tunnels pour les trams, avec la même difficulté de construction que pour un métro normal, et dont la mise à niveau vers un métro lourd est possible. Huit lignes empruntent les tunnels du pré-métro anversois, à savoir les lignes 2, 3, 5, 6, 8, 9, 10 et 15.

## Histoire
Le projet d'un métro à Anvers fut mis à l'étude en 1964 dans le but de construire un nouveau réseau de transport en commun rapide. Comme pour d’autres villes belges (Bruxelles et Charleroi), le pré-métro fut choisi avec l’ambition de le transformer en métro lourd au fur et à mesure. Cette méthode fut déjà utilisée avec succès à Bruxelles (en 1969) et permet de continuer à utiliser les voies au sol.
Le projet initial prévoyait quatorze kilomètres de réseau pour quatorze stations et les premiers coups de pioche furent donnés en 1970 avec la technique du cut and cover rendant le centre d’Anvers impraticable tant le chantier fut considérable.
La mise en service du premier tronçon complet (4,4 km) était prévue pour 1975 mais les retards furent nombreux et ce n’est finalement qu’un embryon de métro qui fut ouvert le 25 mars 1975 entre Opera et Groenplaats soit un tronçon de 1,1 km. Les trams de la ligne 2 venant d’Hoboken et de la ligne 15 de Morstel furent les premiers à emprunter le tunnel en utilisant une boucle souterraine de demi-tour au-delà de la station Groenplaats.
La lenteur des travaux teintés de l’humour cynique anversois furent mis en chanson par De Strangers (nl) en 1974, dans leur chanson Cheerio.
Les difficultés de construction sont liées à la profondeur nécessaire à plus de trente mètres par endroits ainsi que par la découverte de vestiges de l’occupation espagnole sous la station Opera ou des ruines de l’ancienne ville sous la station Meir .
Cette année-là également, étant donné les soucis techniques rencontrés et devant les protestations des riverains quant à l’ouverture de nouveaux chantiers, la ville changea son fusil d’épaule et décida que les chantiers futurs devraient se faire grâce à un tunnelier afin de limiter les nuisances en surface.
Assez rapidement dans le processus de construction, la conclusion fut qu’un métro lourd serait techniquement ainsi que financièrement peu réaliste cela explique que toutes les stations du métro d’Anvers n’aient pas la même longueur ; les plans d’origine furent revus limitant les quais à 60 mètres au lieu de 90.
Le 16 janvier 1978 sont lancés trois nouveaux chantiers : un double tunnel vers l’ouest  d’Anvers sous l’Escaut, le Brabotunnel. Un second double tunnel vers l’est de la ville à travers les quartiers densément peuplés de Borgerhout : le Reuzenpijp (tunnel géant) fut lancé tandis que vers le nord un tracé fut lancé vers le Sportpaleis. Ces deux derniers partant d’Opera devaient être connectés par une branche desservant l’hôpital AZ Stuivenberg.
Le 10 mars 1980, un second tronçon de 1,2 km et deux nouvelles stations, Diamant et Plantin furent inaugurés permettant la correspondance avec la gare d’Anvers Central. À la sortie de Plantin, deux trémies sont prévues mais seule la sortie sud est utilisée.
Le 21 septembre 1990, le métro est prolongé de quinze cents mètres grâce au Brabotunnel qui va de Groenplaats vers la rive gauche de l'autre côté de l'Escaut permettant aux trams de rejoindre leur terminus de Linkeroever avec une station intermédiaire à  Van Eeden. Une trémie d’accès vers le sud de la ville par le musée des Beaux-Arts et la Nationalestraat était prévue mais ne vit jamais le jour, l’ancien espace de la boucle souterraine de demi-tour fut réaménagé en parking enterrant ainsi le projet.
Dans l’intervalle, en 1987, le Reuzenpijp (25 mètres de profondeur) fut livré à la MIVA (Maatschappij voor het Intercommunaal Vervoer te Antwerpen) sous l’état de gros œuvre. Faute de moyens financiers, (la refonte de la MIVA vers la société régionale de Lijn étant entamée), les travaux d’aménagement du tunnel furent mis en attente en 1989.
Le 1er avril 1996 ; L’antenne nord (4,2 km) est ouverte de Opera au Sportpaleis avec la mise en service des stations Astrid (dont les premiers coups de pioches datent de 1970 et qui était prête depuis 1980), Elisabeth, Handel, Schijnpoort et Sport. Deux trémies d'accès sont prévues, la première au nord de branche vers Merksem et une seconde à l'est de la station Schijnpoort permettant la liaison vers Deurne et Wijnegem. Seule la trémie nord fut mise en service et l'ensemble de la branche fut alors desservie par la seule ligne 3.
Le 27 novembre 2007, la ligne 6 (Olympiade / Luchtbal) utilise la dernière partie de l’échangeur de la station Diamant (dont les travaux d'aménagement datent de 1980) permettant une jonction nord-sud sous le centre-ville (elle sera renforcée par la ligne 2 (Hoboken / Merksem) le 1er septembre 2012. De Lijn lance également une nouvelle desserte du réseau par la ligne 5 qui emprunte la trémie à l'est de la station Schijnpoort afin de rejoindre Deurne (et plus tard, en 2012, Wijnegem)
À la même date, après avoir décidé de diminuer le trafic des bus dans le centre d’Anvers, De Lijn limite de nombreux services à la gare de Berchem, poussant ses utilisateurs vers le train pour une desserte directe vers Anvers central ou vers le nouveau tracé du tram 9 qui relie la gare au centre d’Anvers en utilisant la trémie est de la station Plantin inutilisée depuis 1980.
Le 18 avril 2015, la partie est du Reuzenpijp (3,1 km) est ouverte après presque trente ans d’attente. De Lijn y lance la ligne 8 depuis le terminus de Wommelgem avec un arrêt intermédiaire à la station Zegel avant de faire demi-tour dans l’arrière station du niveau -3 de Astrid (sous la F. Rooseveltplaats). La ligne traverse quatre stations fantôme laissées à l’état de gros-œuvre : Carnot, Drink, Collegelaan et Morkhoven.
Le 18 avril 2017, la ligne 10 rejoint la ligne 8 dans la partie est du Reuzenpijp.
Le métro d’Anvers est aujourd’hui long de 11,2 km et comporte 12 stations (dont 5 sont accessibles aux personnes à mobilité réduite).

## Projets et Métro fantôme
Le métro d'Anvers comporte encore plusieurs tronçons et stations inutilisés avec des projets d'utiliser à long terme les infrastructures existantes.

### Opera
La place de l'Opera sera complètement réaménagée, le chantier a été démarré en surface en janvier 2015 tandis qu'en 2016 débutent les travaux en vue d'installer une trémie d'accès au métro d'Anvers à partir de la Frankrijklei ce qui permettra de prolonger les lignes 8 et 10 vers le sud-ouest de la ville grâce à un tunnel de 600 mètres menant au niveau -3 de la station Opera (anciennement appelée Teniers sur les plans d'origine) et Astrid actuel terminus de la ligne. Quatre cents mètres de tunnel existent en l'état de gros œuvre depuis 1975, De Lijn prendra à charge la construction de la rampe tandis que l'ensemble du chantier a été confié à l'architecte espagnol Manuel de Solà-Morales. La station sera entièrement rénovée, la lumière du jour pénètrera jusqu'au niveau inférieur de la station et la nouvelle liaison est prévue pour 2017 tandis que la place sera complètement terminée en 2018.

### Reuzenpijp, tunnel nord
Malgré l'ouverture d'une partie de la ligne, il reste une branche inutilisée de 2,3 kilomètres passant sous les Kerkstraat, Gemeentestraat, Pothoekstraat et le Stenenbrug. Cette ligne se connecte au-delà de la station inutilisée Carnot du Reuzenpijp à la branche nord juste avant la station Schijnpoort. Le tunnel ainsi que les deux stations (Stuivenberg et Sint-Willibrordus) sont à l'état de gros-œuvre (sans signalisation, alimentation électrique ou équipements sanitaires).
En 2015, le gouvernement flamand a lancé une étude de faisabilité pour la mise en service de ce tunnel.

### Foorplein
Au-delà de la station Zegel, un tunnel de 800 mètres se détache vers le nord du Reuzenpijp avec une tremie d'accès à la frontière entre Deurne et Borgerhout. ce tronçon comporte une station, Foorplein qui se trouve à l'état de gros-œuvre.
Le 8 juin 2015, le ministre flamand de la mobilité, Ben Weyts a annoncé qu'un budget de 8,4 millions d'euros était prévu pour la mise en service de ce morceau de réseau inutilisé. De Lijn prévoit une mise en service de la ligne en 2017 en y déviant la ligne 10 en provenance de Wijnegem. La mise en service permettra la réduction du temps de trajet de Wijnegem au centre d'Anvers de 25 à 15 minutes.

### Stations fantômes
Le métro d'Anvers compte aujourd'hui sept stations fantômes: Carnot, Drink, Collegelaan, Morkhoven, Foorplein, Stuivenberg et Sint-Willibrordus.
De Lijn envisage l'ouverture des stations Carnot, Drink et Foorplein en 2020.

## Réseau
Le pré-métro anversois est composé de deux axes différents, un axe nord-sud avec une branche vers l'ouest, sous l'Escaut et un second axe Est. Les deux tronçons sont indépendants, la station Astrid servant de correspondance entre les deux lignes. Une connexion entre les deux axes existe grâce à une branche nord, partant de l'axe est après la station Carnot (inutilisée), qui rejoint le tunnel nord-sud avant la station Schijnpoort. Mais ces voies sont aujourd'hui inutilisées.

### Axe nord-sud / ouest
L'axe nord sud est un ensemble de tunnels avec une branche vers l'ouest de la ville traversant l'Escaut entre les stations Astrid et Diamant à hauteur de la gare d'Anvers Central. Il est parcouru par six lignes du tram d'Anvers:
Les lignes 2 et 6 traversent le pré-métro anversois du nord au sud de la station Plantin jusqu'à la station Sport.
Les lignes 9 et 15 roulent du sud vers l'ouest de Plantin à Van Eeden.
Les lignes 3 et 5 desservent les stations du nord à l'ouest de Van Eeden à Schijnpoort pour la ligne 5 et de Van Eeden à Sport pour la ligne 3.
|  |   |  |   |   | Station                    | Lat/Long                    | Inauguration      | Lignes desservies | Correspondance                             |
|  | - |  | - | - | -------------------------- | --------------------------- | ----------------- | --- | ------------------------------------------ |
|  | ↑ |  |   |   | Vers Gasthuishoeve         |                             |                   | Ligne 2 du tramway d'Anvers · Ligne 3 du tramway d'Anvers · Ligne 6 du tramway d'Anvers                                |                                            |
|  | o |  |   |   | Sport                      | 51° 13′ 49″ N, 4° 26′ 34″ E | 1er avril 1996    | Ligne 2 du tramway d'Anvers · Ligne 3 du tramway d'Anvers · Ligne 6 du tramway d'Anvers                                |                                            |
|  |   |  | ↑ |   | Vers Sportpaleis           |                             |                   | Ligne 5 du tramway d'Anvers                                                                                            |                                            |
|  | o |  |   |   | Schijnpoort                | 51° 13′ 38″ N, 4° 26′ 20″ E | 1er avril 1996    | Ligne 2 du tramway d'Anvers · Ligne 3 du tramway d'Anvers · Ligne 5 du tramway d'Anvers · Ligne 6 du tramway d'Anvers  | Ligne 12 du tramway d'Anvers               |
|  | o |  |   |   | Handel                     | 51° 13′ 27″ N, 4° 25′ 55″ E | 1er avril 1996    | Ligne 2 du tramway d'Anvers · Ligne 3 du tramway d'Anvers · Ligne 6 du tramway d'Anvers                                |                                            |
|  | o |  |   |   | Elisabeth                  | 51° 13′ 22″ N, 4° 25′ 27″ E | 1er avril 1996    | Ligne 2 du tramway d'Anvers · Ligne 3 du tramway d'Anvers · Ligne 6 du tramway d'Anvers                                |                                            |
|  | o |  |   |   | Astrid - Centraal Station  | 51° 13′ 08″ N, 4° 25′ 17″ E | 1er avril 1996    | Ligne 2 du tramway d'Anvers · Ligne 3 du tramway d'Anvers · Ligne 6 du tramway d'Anvers                                | Gare d'Anvers-Central - Centraal Station : |
|  |   |  | ↑ |   | Vers Charlottalei          |                             |                   | Ligne 2 du tramway d'Anvers · Ligne 6 du tramway d'Anvers · Ligne 15 du tramway d'Anvers                               |                                            |
|  |   |  |   | → | Vers Zurenborg             |                             |                   | Ligne 9 du tramway d'Anvers                                                                                            |                                            |
|  |   |  | o |   | Plantin                    | 51° 12′ 38″ N, 4° 25′ 19″ E | 10 mars 1980      | Ligne 2 du tramway d'Anvers · Ligne 6 du tramway d'Anvers · Ligne 9 du tramway d'Anvers · Ligne 15 du tramway d'Anvers |                                            |
|  |   |  | o |   | Diamant - Centraal Station | 51° 13′ 00″ N, 4° 25′ 14″ E | 10 mars 1980      | Ligne 2 du tramway d'Anvers · Ligne 6 du tramway d'Anvers · Ligne 9 du tramway d'Anvers · Ligne 15 du tramway d'Anvers | Gare d'Anvers-Central                      |
|  |   |  |   |   |                            |                             |                   | |                                            |
|  | o |  |   |   | Opera                      | 51° 13′ 05″ N, 4° 24′ 56″ E | 25 mars 1975      | Ligne 3 du tramway d'Anvers · Ligne 5 du tramway d'Anvers · Ligne 9 du tramway d'Anvers · Ligne 15 du tramway d'Anvers | Ligne 1 du tramway d'Anvers                |
|  | o |  |   |   | Meir                       | 51° 13′ 06″ N, 4° 24′ 24″ E | 25 mars 1975      | Ligne 3 du tramway d'Anvers · Ligne 5 du tramway d'Anvers · Ligne 9 du tramway d'Anvers · Ligne 15 du tramway d'Anvers | Meirbrug :                                 |
|  | o |  |   |   | Groenplaats                | 51° 13′ 07″ N, 4° 24′ 06″ E | 25 mars 1975      | Ligne 3 du tramway d'Anvers · Ligne 5 du tramway d'Anvers · Ligne 9 du tramway d'Anvers · Ligne 15 du tramway d'Anvers | Ligne 4 du tramway d'Anvers                |
|  | o |  |   |   | Van Eeden                  | 51° 13′ 14″ N, 4° 23′ 11″ E | 21 septembre 1990 | Ligne 3 du tramway d'Anvers · Ligne 5 du tramway d'Anvers · Ligne 9 du tramway d'Anvers · Ligne 15 du tramway d'Anvers |                                            |
|  | ↓ |  |   |   | Vers Halewijn              |                             |                   | Ligne 3 du tramway d'Anvers · Ligne 5 du tramway d'Anvers · Ligne 9 du tramway d'Anvers · Ligne 15 du tramway d'Anvers |                                            |

### Axe Est
Le second axe connu sous le nom de Reuzenpijp a un tracé de l'extrême est d'Anvers vers le centre ville, elle est parcourue par les lignes 8 et 10 et sera à partir de 2017 prolongée vers le sud ouest le la ville grâce à une nouvelle trémie au-delà de la station Opera.
|  |   |  |  |  | Station                   | Lat/Long                    | Inauguration   | Lignes desservies                                          | Correspondance                             |  |
|  | - |  |  |  | ------------------------- | --------------------------- | -------------- | ---------------------------------------------------------- | ------------------------------------------ |  |
|  | ↑ |  |  |  | Vers Frankrijklei         |                             |                | Ligne 8 du tramway d'Anvers · Ligne 10 du tramway d'Anvers |                                            |  |
|  | o |  |  |  | Opera                     | 51° 13′ 05″ N, 4° 24′ 56″ E | 25 mars 1975   | Ligne 8 du tramway d'Anvers · Ligne 10 du tramway d'Anvers | (en surface) -                             |  |
|  | o |  |  |  | Astrid - Centraal Station | 51° 13′ 08″ N, 4° 25′ 17″ E | 1er avril 1996 | Ligne 8 du tramway d'Anvers · Ligne 10 du tramway d'Anvers | Gare d'Anvers-Central - Centraal Station : |  |
|  | o |  |  |  | Zegel                     | 51° 12′ 51″ N, 4° 26′ 32″ E | 18 avril 2015  | Ligne 8 du tramway d'Anvers · Ligne 10 du tramway d'Anvers | De Roma :                                  |  |
|  | ↓ |  |  |  | Vers Muggenberg           |                             |                | Ligne 8 du tramway d'Anvers · Ligne 10 du tramway d'Anvers |                                            |  |

## Exploitation
Le pré-métro anversois est parcouru par huit lignes du tramway Anversois.

### Fréquences
Les lignes 2, 3, 5, 6, 9 et 15 desservent l'axe nord-sud / ouest à une fréquence d'un tram toutes les huit minutes en heure de pointe et d'un tram toutes les dix minutes en heure creuse. Un passage est donc assuré toutes les deux minutes dans chaque station.
La ligne 8 roule quant à elle sur l'axe est toutes les huit minutes en heure de pointe et d'un tram toutes les quinze minutes en heure creuse. La ligne 10 a une fréquence d'un tram toutes le dix minutes en heure de pointe et d'un tram toutes les quinze minutes en heure creuse.

### Matériel roulant
Les lignes 2, 5 et 9 sont exploitées par des rames HermeLijn de 30 mètres de long de cinq portes.
Les lignes 6 et 8 sont exploitées par des unités motrice individuelles de type PCC couplées par deux.
Les lignes 3, 9 et 15 roulent avec de nouvelles rames Bombardier Flexity 2 surnommées Albatros. Dans un premier temps, seules les versions de 32 mètres sont utilisées car plusieurs stations (comme Handel ou Plantin par exemple ou les quais de soixante mètres sont limités à une utilisation maximale de quarante mètres) ne disposent pas de l'espace nécessaire pour accueillir les versions longues de 43 mètres.
Toutes les rames utilisées ne comporte qu'une seule cabine de conduite.

### Coût
La tarification d'un trajet dans le pré-métro anversois est la même que pour l'ensemble de la région flamande; un ticket électronique (MOBIB) ou par SMS coûte 1,95 € tandis qu'un ticket simple sous format papier revient à 3 €.
La durée de validité du titre de transport est de soixante minutes à partir de son oblitération.